# Teutoperla auberti
Teutoperla auberti är en bäcksländeart som beskrevs av Joachim Illies 1965. Teutoperla auberti ingår i släktet Teutoperla och familjen Gripopterygidae. Inga underarter finns listade i Catalogue of Life.